# Horažďovice
Horažďovice är en stad i Tjeckien.   Den ligger i regionen Plzeň, i den sydvästra delen av landet, 100 km sydväst om huvudstaden Prag. Horažďovice ligger 433 meter över havet och antalet invånare är 5 727.
Terrängen runt Horažďovice är huvudsakligen platt. Horažďovice ligger nere i en dal. Runt Horažďovice är det ganska glesbefolkat, med 28 invånare per kvadratkilometer. Närmaste större samhälle är Strakonice, 16,0 km öster om Horažďovice. Omgivningarna runt Horažďovice är en mosaik av jordbruksmark och naturlig växtlighet.